# Harbach (Landkreis Altenkirchen)
Harbach település Németországban, Rajna-vidék-Pfalz tartományban. Lakosainak száma 518 fő (2023. december 31.).

## Népesség
A település népességének változása:
| Lakosok száma | 498  | 538  | 533  | 536  | 530  | 518  |
|               | 1975 | 2017 | 2019 | 2021 | 2022 | 2023 |